# Saint-Cricq-Villeneuve
Saint-Cricq-Villeneuve is een gemeente in het Franse departement Landes (regio Nouvelle-Aquitaine) en telt 417 inwoners (2004). De plaats maakt deel uit van het arrondissement Mont-de-Marsan.

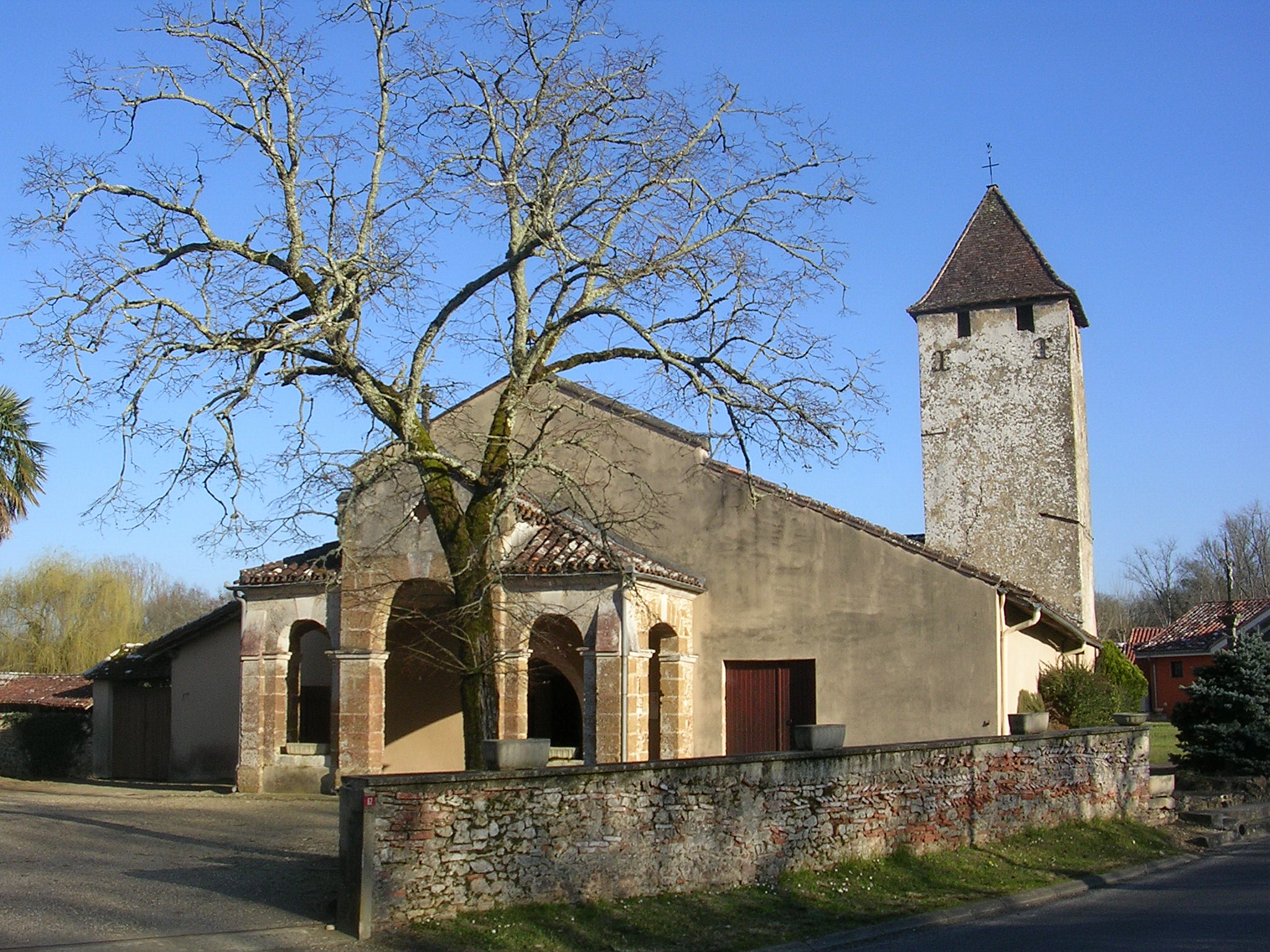
Kerk van Saint-Cricq-Villeneuve

## Geografie
De oppervlakte van Saint-Cricq-Villeneuve bedraagt 15,9 km², de bevolkingsdichtheid is 26,2 inwoners per km².
De onderstaande kaart toont de ligging van Saint-Cricq-Villeneuve met de belangrijkste infrastructuur en aangrenzende gemeenten.

## Demografie
Onderstaande figuur toont het verloop van het inwonertal (bron: INSEE-tellingen).